# Mirosternus obscurus
Mirosternus obscurus är en skalbaggsart som beskrevs av Sharp 1881. Mirosternus obscurus ingår i släktet Mirosternus och familjen trägnagare. Inga underarter finns listade i Catalogue of Life.